# لوران ووکی
لوران تیموتی ماری ووکی  (انگلیسی: Laurent Wauquiez؛ تلفظ فرانسوی: [lo.ʁɑ̃ ti.mɔ.te ma.ʁi wo.kje]؛ زادهٔ ۱۲ آوریل ۱۹۷۵) سیاستمدار اهل فرانسه است.